# Mira Temunović
Prof. Mira Temunović je bačka hrvatska glazbena pedagoginja.
Jedna je od zaljubljenika u lokalni tamburaški glazbeni izričaj koji su 2001. osnovali Festival bunjevački pisama. Višegodišnja je članica sudačkog odbora za glazbeni dio (skladbe, aranžmani, izvedbe) na tom festivalu.
Od 2005. do 2010. bila je članicom organizacijskog odbora HosanaFesta.
2007. je godine za svoj rad dobila 2. Antušovu nagradu.
Osnivačica je i dirigentica Dječjeg tamburaškog orkestra i Festivalskog tamburaškog orkestra FestivalaFestivala bunjevački pisama. Ravnateljica je orkestra Tamburaškog orkestra srednje muzičke škole.

## Vanjske poveznice
- K23TV Razgovor s povodom: Mira Temunović